# РЭЗ (футбольный клуб)
«РЭЗ» (латыш. Rīgas elektromašīnbūves rūpnīca) — советский футбольный клуб из Риги.

## История
Клуб представлял Рижский электромашиностроительный завод. Создан не позднее 1954 года. В 1954—1960, 1963—1966 и 1974—1978 годах выступал в высшей лиге чемпионата Латвийской ССР, в том числе в 1959 году стал чемпионом республики, победив в «золотом матче» лиепайский «Сарканайс металургс». В 1955, 1956, 1957, 1963 годах выигрывал бронзовые медали чемпионата.
В 1960—1962 годах выступал в первой зоне класса «Б» в соревнованиях команд мастеров.

## Достижения
- В первой лиге — 7 место (в зональном турнире класса «Б» 1961 год).
- В кубке СССР — поражение в зональном финале (1961 год).
- Чемпион Латвийской ССР: 1959